# Tân Phước 3
Tân Phước 3 là một xã thuộc tỉnh Đồng Tháp, Việt Nam.

## Địa lý
Xã Tân Phước 3 có vị trí địa lý:
- Phía Đông giáp xã Tân Hương.
- Phía Tây giáp xã Tân Phú.
- Phía Nam giáp các xã Bình Trưng, Long Định và Long Hưng.
- Phía Bắc giáp xã Hưng Thạnh và Tân Phước 1.

Xã Tân Phước 3 có diện tích tự nhiên 79,95 km², dân số năm 2025 là 75.927 người, mật độ dân số đạt 949 người/km².

## Lịch sử
Ngày 16 tháng 6 năm 2025, Ủy ban Thường vụ Quốc hội ban hành Nghị quyết số 1663/NQ-UBTVQH15 về việc sắp xếp các đơn vị hành chính cấp xã của tỉnh Đồng Tháp năm 2025 (nghị quyết có hiệu lực từ ngày 1 tháng 7 năm 2025). Theo đó, hợp nhất các xã Phước Lập, Tân Lập 1 và Tân Lập 2 thành xã Tân Phước 3.